# أوسيني
أوسيني، (بالإنجليزية: Osini)‏، هي بلدية، في مقاطعة نوورو في إقليم سردينيا الإيطالي، وتقع على بعد حوالي 70 كم (43 ميل) شمال شرق كالياري وحوالي 20 كم (12 ميل) جنوب غرب تورتولو. اعتبارا من 31 ديسمبر 2004 ، كان عدد سكانها 925 ومساحة 39.6 كيلومتر مربع (15.3 ميل مربع).

## السكان
في سنة 1861 بلغ عدد السكان 744 نسمة، وتطور العدد ليصل في سنة 2011 لـ 811 نسمة.
يظهر هذا المخطط البياني تطور النمو السكاني لـ أوسيني